# Sumoas
Sumoas (llamada oficialmente Santo Estevo de Sumoas) es una parroquia española del municipio de Jove, en la provincia de Lugo, Galicia.

## Otras denominaciones
La parroquia también es conocida por los nombres de San Esteban de Sumoas y San Estevo de Sumoas.

## Etimología
El origen del nombre probablemente sea el compuesto "Su Moas", indicando su ubicación "debajo de las "moas", montes o peñas con forma de "muela".[cita requerida]

## Organización territorial
La parroquia está formada por trece entidades de población, constando doce de ellas en el nomenclátor del Instituto Nacional de Estadística español:
- Albaran (Albarán)
- Cabandela (A Cabandela)
- Cabo (O Cabo)
- Cainzos (Os Caínzos)
- Fontaiña (Fontaíña)
- Fontes (As Fontes)
- Janarde (Xanarde)
- Lagar (O Lagar)
- Laguela (A Lagoela) (A Lagüela)
- Lodeiro
- Poceiras (As Poceiras)
- Sumoas
- Torre (A Torre)

## Demografía
| Gráfica de evolución demográfica de Sumoas entre 2000 y 2021 |
|                                                              |
| Datos según el nomenclátor publicado por el INE.             |